# 요하공정
요하공정(遼河工程)은 중국 동북부 요하지역의 역사와 현황에 관련하여 제시된 공정의 하나로 정식 명칭은 2003년 6월부터의 '중화문명탐원공정'(中華文明探源工程)이며 일명 뿌리찾기 운동을 말한다. 중국은 황하문명(黃河文明)보다 빠른 요하문명(遼河文明)을 중국문명의 뿌리로 규정하고 있다.

## 개요
1983년에 랴오닝성 링위안 시에서 젠핑 현에 걸친 넓은 범위에서 발견된 《뉘우허량 유적》(牛河梁遺跡,  Niuheliang)에서는 기존의 홍산 문화와 다른 거대한 제사 시설이 발견되었다. 유적은 5km2의 넓은 범위에 돌을 쌓아 만들어진 분묘나 제단이 정연하게 분포하고 있다. 또한 돌 마루와 채색한 벽이 있던 신전이 발견되었고, 눈을 비취로 만든 여성두상 도기가 발견되어《여신묘》라고 불리게 되었다. 발굴 과정에서 지하 1m에서 제사를 지냈던 장소나 제단, 벽화, 돌무덤(석총) 등이 발견되었다.
요하문명의 대표적 신석기 문화인 ‘홍산문화(紅山文化)’ 유적에서 여신상은 발굴된 적이 있지만, 남신상이 발견된 것은 중국 최초이다. 인민일보·CCTV 등 중국 언론들은 “5300년 전의 조상 발견”, “중화조신(中華祖神) 찾았다”는 내용으로 발굴성과를 대대적으로 보도하였다. 이와함께 2004년 11월, 기존의 랴오닝성박물관(遼寧省博物館,  요녕성박물관)을 개축하여 건축면적 2만 8900m2, 12개 전시실에 전람면적 8530m2에 이르는 신관을 개관하였고 2010년 8월 8일,  중국 내몽고 자치구 적봉박물관을 개관하였다.
이같이 중국 내몽고에는 박물관 신축과 개관, 확장이 유행처럼 번지고 있다. 적봉시 인근의 오한기(敖漢旗)·임서(林西)박물관은 신축을 마치고 2010년 후반기에 이전했고 극십극등기(克什克騰旗) 역사박물관과 파림좌기(巴林左旗)의 요상경(遼上京)박물관은 그전에 이미 신축해 개관됐다. 요하를 중심으로 발견된 고고학적 성과, 즉 홍산문화를 정점으로 하는 요하문명을 집중 전시하고 있는 것이다.

## 요하공정의 목적
국내의 학계에서는 중화문명탐원공정은 중국의 시간적 영토를 확장하려는 것으로 평가하고 동북·서남·서북공정은 공간적 영토를 넓히려는 작업으로 바라보고 있다.
중국은 선사시대에 중국에서 발생한 3대 문명을 모두 엮어서 중국의 조상이라고 부른다. 아래와 같은 주장이다.
- 요하문명 - 둥베이의 역사
- 황하문명 - 황하의 역사
- 장강문명 - 장강의 역사

## 같이 보기
- 훙산 문화
  - 요하공정
- 동북아 역사재단
- 변강사지 연구중심
- 탐원공정
- 국사수정공정
- 서남공정
  - 티베트
- 서북공정
  - 위구르족
- 존화양이(尊華攘夷)
- 화이동근(華夷同根)
- 통일적 다민족국가론

## 관련 기사
- 「동북공정」[깨진 링크(과거 내용 찾기)], 동북아역사재단
- '동북공정' 학술적 결과에 따라 대응 방침-YTN 뉴스 2006-09-05
- 발해史까지 집어삼키려는 中 동북공정… “정부 뭐하냐” 비난 여론 거세-네이버 뉴스 2006-09-06
- 노대통령 "동북공정에 유감"-네이버 뉴스  2006-09-11
- 학계, 동북공정 반박 본격화-YTN 뉴스 2006-09-14
- 케네디 교수 "中 동북공정은 내부문제 관심 돌리려는 것"[깨진 링크(과거 내용 찾기)]-스타 뉴스 2006-09-16
- 中 드라마까지 ‘동북공정’-네이버 뉴스 2007-02-03
- '중국 웅녀'도 마늘?, 단군신화마저 동북공정 보관됨 2015-01-02 - 웨이백 머신-조선닷컴 2007-10-02
- 2007 남북정상선언 中 동북공정-日 역사왜곡에 한목소리 대응 기대-문화일보 2007-10-05